# Heinrich Laus
Heinrich Laus (10. listopadu 1872, Neslovice – 21. prosince 1941, Olomouc) byl český přírodovědec a pedagog německé národnosti, který se zabýval botanikou, zoologií, mineralogií, geologií a ochranou přírody.

## Životopis
Vystudoval učitelský ústav v Brně, působil na školách v Hustopečích a v Brně. V roce 1902 byl jmenován profesorem na německém učitelském ústavu v Olomouci, kde působil až do jeho zrušení v roce 1925. Od roku 1908 působil zároveň jako kustod Ferdinandova muzea (dnešní Vlastivědné muzeum v Olomouci), kde působil až do smrti.
Věnoval se i komunální politice; v letech 1908–1918 a 1919–1927 byl zastupitelem v Olomouci.